# Enrique Sánchez-Monge y Parellada
Enrique Sánchez-Monge y Parellada (Melilla, 14 settembre 1921 – Madrid, 1º luglio 2010) è stato un agronomo spagnolo.
Membro della Real Academia de las Ciencias Exactas, Físicas y Naturales di Madrid.
Docente di genetica e di miglioramento genetico vegetale presso il Politecnico di Madrid e di genetica presso la Università Complutense.
Nel 1955 ha vinto il Premio nazionale della ricerca agricola, nel 1980 il Premio nazionale per le pubblicazioni agricole e nel 1993 Il Premio Leonardo Torres Quevedo per la ricerca tecnica. Dottore honoris causa della Università di Castiglia-La Mancia e della Università di Navarra.
Ha studiato la genetica delle varietà tradizionali di cereali spagnoli e pubblicato numerosi libri di insegnamento e sui risultati delle sue ricerche, tra cui il Catalogo genetico dei grani spagnoli (1955), Razze di maís in Spagna (1962), un Dizionario delle piante agricole (1981), una Flora agricola (1991) e un Dizionario spagnolo-inglese dei nomi scientifici dell'agronomia (1995).